# دوغ هونيغر
دوغ هونيغر هو لاعب هوكي الجليد سويسري، ولد في 24 فبراير 1968 في مونتريال في كندا.

## وصلات خارجية
- دوغ هونيغر على موقع EliteProspects.com (الإنجليزية)
- دوغ هونيغر على موقع Eurohockey.com (الإنجليزية)
- دوغ هونيغر على موقع HockeyDB.com (الإنجليزية)
- دوغ هونيغر على موقع أوليمبيديا (الإنجليزية)